# Hank Green
William Henry Hank Green II (n. 5 mai 1980, Birmingham, Alabama, SUA) este un antreprenor, muzician, educator, producător și vlogger american. Este cel mai bine cunoscut pentru canalul său de Youtube Vlogbrothers, unde el și fratele său, John Green, încarcă constant video-uri. De asemenea, este celebru pentru crearea și prezentarea unor clipuri educaționale pe canalele sale intitulate Crash Course și SciShow. Hank se consideră ateu.

## Tinerețea
Hank Green s-a nãscut în Birmingham, Alabama și familia sa s-a mutat curând în Orlando, Florida, unde a fost crescut. A absolvit Winter Park High School în 1998 și apoi a dobândit o licență în biochimie la Eckerd College și un masterat în științele mediului înconjurător. 